# Jules Pinaud
Jules Pinaud (fl. XX secolo) è stato un ginnasta francese.
Partecipò ai Giochi olimpici del 1900 di Parigi dove arrivò centoduesimo nella gara degli esercizi combinati con 204 punti.